# Výstav
Výstav je odborný pojem používaný pro označení celkové produkce piva. Může být užit pro produkci jednotlivého pivovaru, skupiny pivovarů nebo celého státu. 
Podle výstavu se pivovary dělí na minipivovary, malé, střední a velké pivovary. Minipivovary vystavují řádově desítky až stovky hl ročně (v ČR formálně nejvíc 10 000 hektolitrů), největší české pivovary více než milion hektolitrů. Německý Spolkový statistický úřad rozděluje pivovary na malé (roční výstav menší než 5000 hl), střední (5000 až 0,5 milionů hl) a velké pivovary (roční výstav více než 0,5 milionu hektolitrů).
Výstav všech českých pivovarů v roce 2016 činil 20,5 milionu hektolitrů piva.
Celosvětový výstav činil v roce 2006 více než 1,33 miliardy hektolitrů piva. Největším výrobcem se stala skupina SABMiller (po převzetí firmy Royal Grolsch, výrobce značky Grolsch). Druhým největším výrobcem se stala firma InBev, třetí největší byla skupina Anheuser-Busch. Po sloučení firem Anheuser-Busch a InBev se nově vzniklá společnost Anheuser-Busch InBev v roce 2012 stala největším výrobcem piva na světě. Její celosvětový výstav činil v roce 2016 433,9 milionů hektolitrů.

## Etymologie
Původně se slovem „výstav“ označovalo pivo určené k prodeji, tedy vystavené: „aby piva na výstav blíže míle od města Olomúce v Skrbeni vařiti dal“, „ve spilce pivo k výstavu leží“.